# Championnats d'Europe de cyclisme sur route 1996
Navigation
Édition précédente Édition suivante
Les championnats d'Europe de cyclisme sur route 1996 se sont déroulés le 18 juin 1996, sur l'Île de Man en Grande-Bretagne.

## Résultats
| Compétitions             | Or                          | Argent                  | Bronze                           |
| Hommes - moins de 23 ans |                             |                         |                                  |
| Course en ligne          | Cândido Barbosa Portugal    | Daniele Contrini Italie | Serguei Ivanov Russie            |
| Femmes - moins de 23 ans |                             |                         |                                  |
| Course en ligne          | Hanka Kupfernagel Allemagne | Diana Žiliūtė Lituanie  | Élisabeth Chevanne-Brunel France |

## Tableau des médailles
| Rang  | Nation    | Or | Argent | Bronze | Total |
| ----- | --------- | -- | ------ | ------ | ----- |
| 1     | Portugal  | 1  | 0      | 0      | 1     |
| 1     | Allemagne | 1  | 0      | 0      | 1     |
| 2     | Italie    | 0  | 1      | 0      | 1     |
| 2     | Lituanie  | 0  | 1      | 0      | 1     |
| 3     | Russie    | 0  | 0      | 1      | 1     |
| 3     | France    | 0  | 0      | 1      | 1     |
| Total | Total     | 2  | 2      | 2      | 6     |